# 兴隆县西站
兴隆县西站，是京哈高速线京沈段的一座车站，位于河北省承德市兴隆县境內，是出北京入河北后的首站。2021年1月22日随京哈高速线京承段开通运营。

## 车站构造
本站的站房建筑面积5000㎡，最高集散人数400人，以雾灵山为设计原型，用三段式造型代表三座山峰，立面采用白色铝板幕墙。站场设2台4线。
| 北↑ |      |                                         |  |
|     | 侧式 |                                         |  |
| 3道 | 2    | 到发线                                  |  |
| Ⅰ道 |      | （密云站）京哈高速线 下行正线（安匠站） |  |
| Ⅱ道 |      | （密云站）京哈高速线 上行正线（安匠站） |  |
| 4道 | 1    | 到发线                                  |  |
|     | 侧式 |                                         |  |
| 南↓ | 站房 | 售票处、候车室、进出站                  |  |

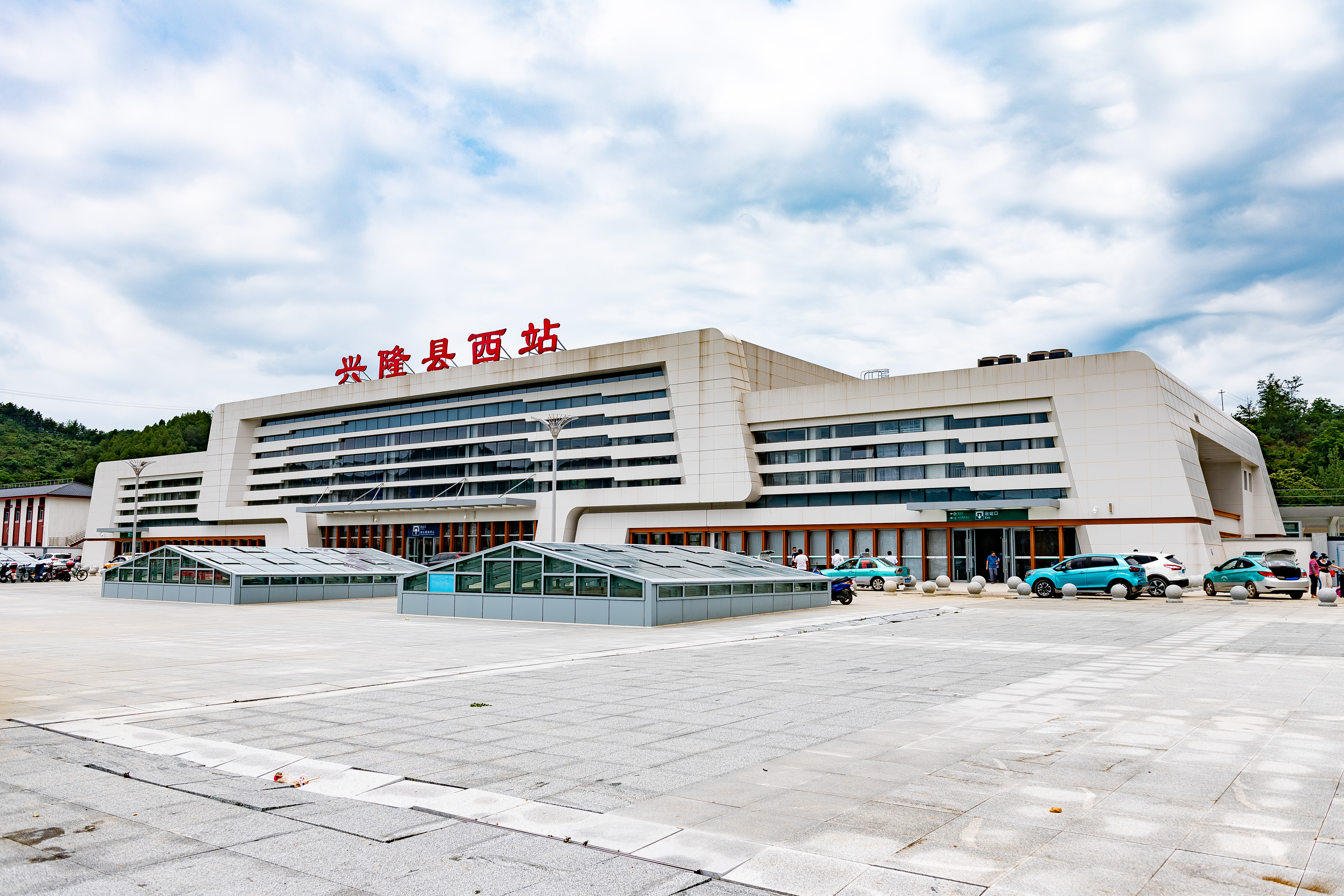
站房全貌
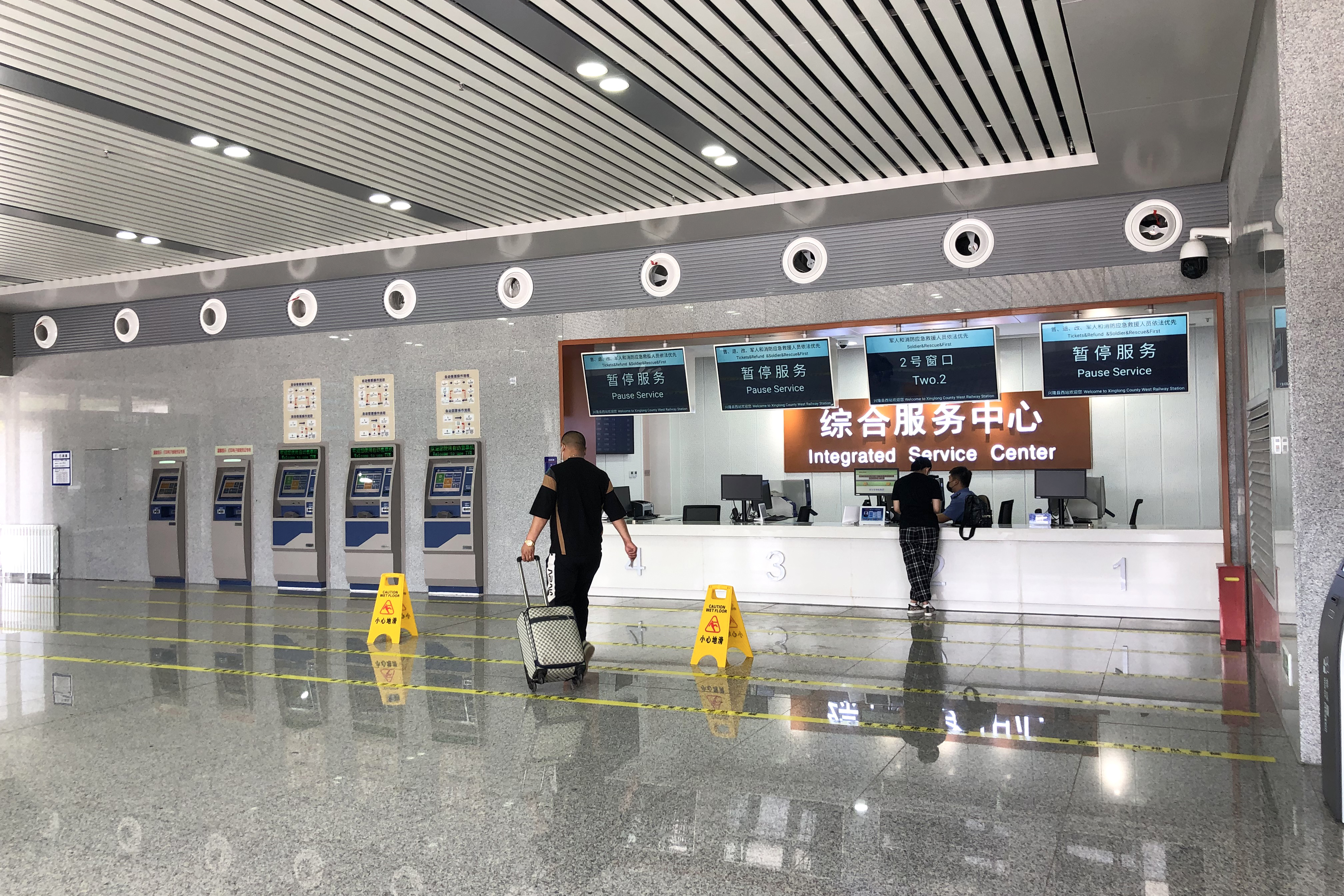
售票厅
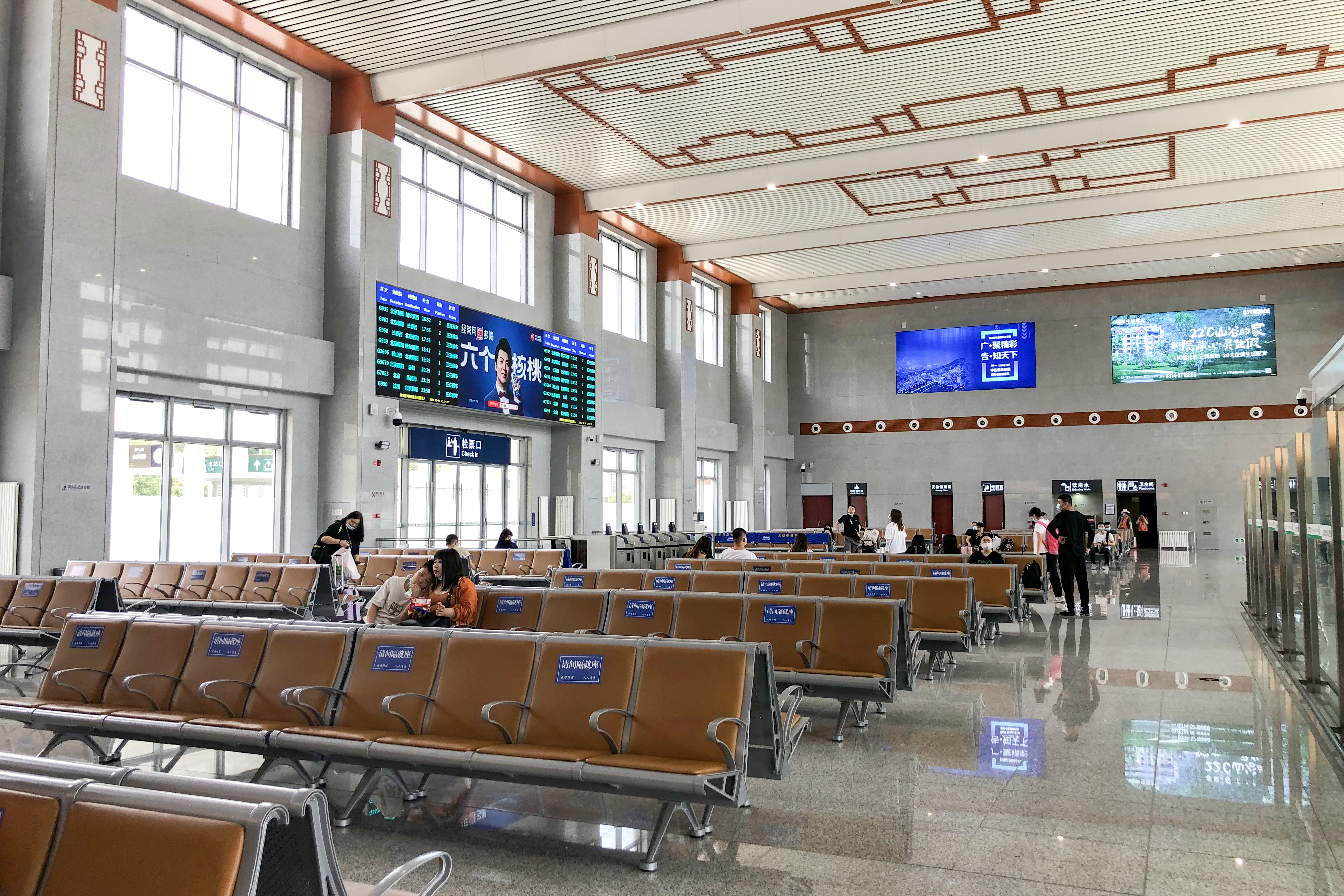
候车室
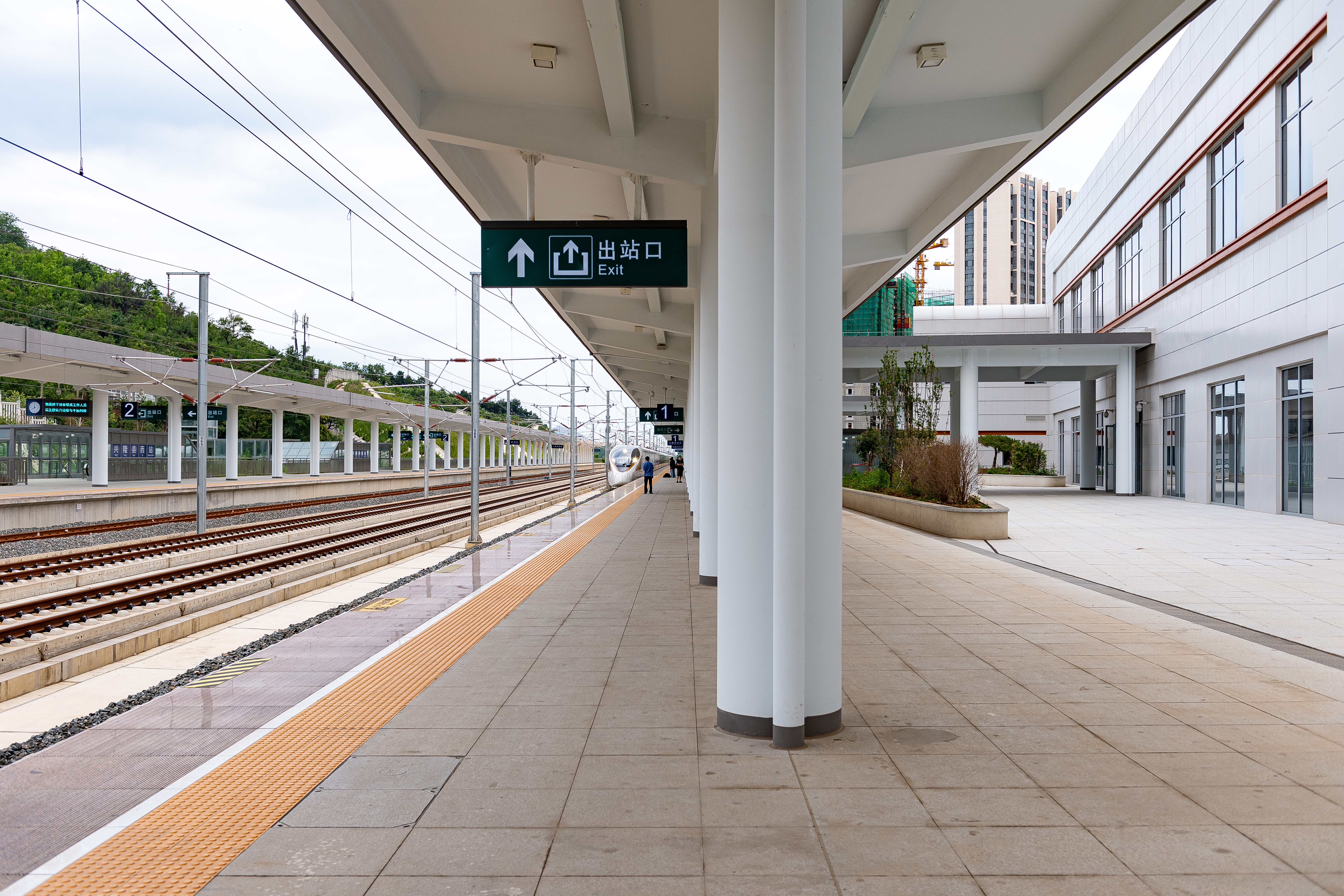
1站台
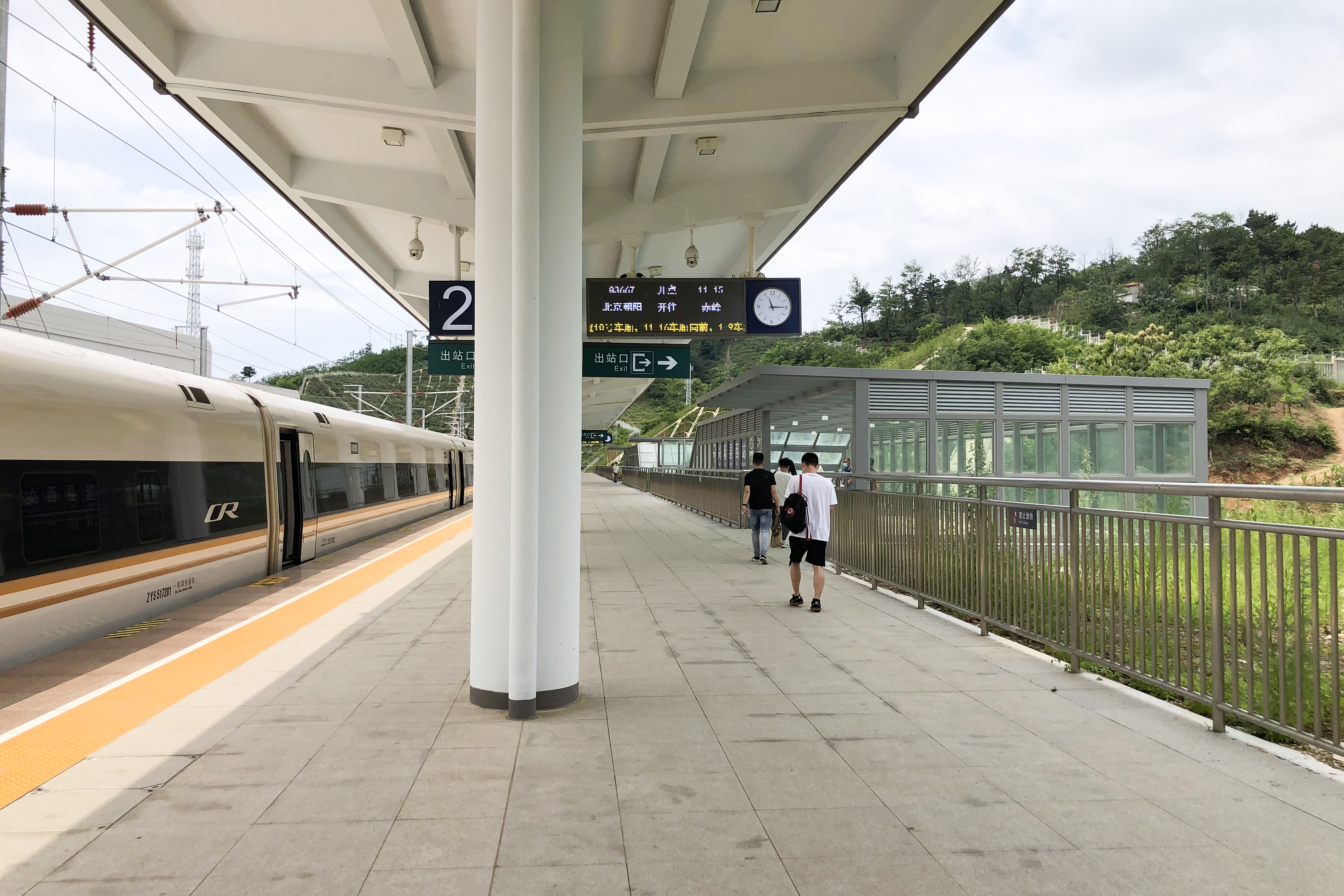
2站台